# Бессонов, Геннадий Петрович
Генна́дий Петро́вич Бессо́нов (род. 10 декабря 1944, Щёлково, Московская область) — советский легкоатлет, специалист по тройным прыжкам. Выступал за сборную СССР по лёгкой атлетике в 1970-х годах, бронзовый призёр чемпионата Европы в помещении, победитель и призёр первенств национального значения, участник летних Олимпийских игр в Мюнхене. Представлял Московскую область и Москву. Мастер спорта СССР международного класса.

## Биография
Геннадий Бессонов родился 10 декабря 1944 года в городе Щёлково Московской области.
Занимался лёгкой атлетикой под руководством заслуженного тренера Витольда Анатольевича Креера, выступал за Вооружённые силы.
Впервые заявил о себе на взрослом всесоюзном уровне в сезоне 1969 года, когда выиграл серебряную медаль в тройном прыжке на чемпионате СССР в Киеве.
В 1970 году стал серебряным призёром на чемпионате СССР в Минске.
В 1971 году на чемпионате страны в рамках V летней Спартакиады народов СССР в Москве добавил в послужной список ещё одну серебряную награду, выигранную в тройных прыжках. Попав в состав советской национальной сборной, выступил на чемпионате Европы в Хельсинки, где с результатом 16,26 метра занял седьмое место.
В марте 1972 года стал четвёртым на чемпионате Европы в помещении в Гренобле, в июне на соревнованиях в Милане установил свой личный рекорд в тройном прыжке на открытом стадионе — 16,82 метра, в июле взял бронзу на чемпионате СССР в Москве. Благодаря череде удачных выступлений удостоился права защищать честь страны на летних Олимпийских играх в Мюнхене — прыгнул здесь на 16,18 метра и в финал не вышел.
После мюнхенской Олимпиады Бессонов остался действующим спортсменом и продолжил принимать участие в различных всесоюзных стартах. Так, в 1973 году он стал бронзовым призёром на чемпионате СССР в Москве.
В 1974 году одержал победу на зимнем чемпионате СССР в Москве.
В 1975 году выиграл бронзовые медали на зимнем чемпионате СССР в Ленинграде и на чемпионате Европы в помещении в Катовице.
В 1976 году получил бронзу на зимнем чемпионате СССР в Москве и на летнем чемпионате СССР в Киеве.
Завершил спортивную карьеру по окончании сезона 1978 года.
За выдающиеся спортивные достижения удостоен почётного звания «Мастер спорта СССР международного класса».

## Результаты

### Соревнования
| Год  | Соревнования            | Город     | Дата              | Дисциплина | Результат | Место |
| ---- | ----------------------- | --------- | ----------------- | ---------- | --------- | ----- |
| 1969 | Чемпионат               | Киев      | 17—20 августа     | тройной    | 16,50     | II    |
| 1970 | Чемпионат               | Минск     | 12—14 сентября    | тройной    | 16,35     | II    |
| 1971 | Чемпионат               | Москва    | 16—19 июля        | тройной    | 16,47     | II    |
| 1972 | Чемпионат               | Москва    | 17—20 июля        | тройной    | 16,58     | III   |
| 1973 | Чемпионат               | Москва    | 10—14 июля        | тройной    | 16,50     | III   |
| 1974 | Чемпионат (в помещении) | Москва    | 13—15 февраля     | тройной    | 16,40     | I     |
| 1975 | Чемпионат (в помещении) | Ленинград | 18—19 февраля     | тройной    | 16,47     | III   |
| 1976 | Чемпионат (в помещении) | Москва    | 1—2 февраля       | тройной    | 15,37     | III   |
| 1976 | Чемпионат               | Киев      | 10—12, 22—24 июня | тройной    | 16,52     | III   |